# Lago Carpiner
El lago Carpiner (en alemán: Carpinersee) es un lago situado en el distrito de Llanura Lacustre Mecklemburguesa —a pocos kilómetros de la frontera con Brandeburgo—, en el estado de Mecklemburgo-Pomerania Occidental (Alemania), a una altitud de 64 metros; tiene un área de 4.3 hectáreas.